# D-GISS
D-GISS steht als Akronym für Deutsche Gefahrstoff-Informations-System Schule.
Die Software unterstützt Lehrkräfte bei der Vor- und Nachbereitung des Chemieunterrichts, insbesondere bei Gefährdungsbeurteilungen (GefBU) zu Versuchen, die aus Lehrbüchern erstellt werden, sowie bei der Dokumentation von Chemikalienbeständen. Der Hersteller Universum Verlag sichert ein jährliches, kostenpflichtiges Update zu, um Aktualität und Rechtssicherheit zu gewährleisten. D-GISS ist RiSU-konform. Seit November 2022 ist die Software auch als Online-Version – D-GISS Online – verfügbar.

## Geschichte
Entwickelt wurde die Software von Hans Joachim Bezler, ehemaliger Schulleiter und langjähriges Mitglied u. a. insbesondere zu den Themen Sicherheit und Gefahrstoffe an Schulen der RiSU-Expertengruppe der Kultusministerkonferenz (KMK), sowie dem Schulleiter und Lehrer für Physik, Chemie und Informatik Volker Hildebrandt und Nadja Kämpf; ebenfalls Lehrerin für Chemie, Mathematik und Informatik. Die Autoren werden durch einen fachlichen Beirat unterstützt, dem Vertreter von Universitäten, Schulbuchverlagen, Schulen und Fachfirmen angehören. Außerdem arbeitet man mit den Schulbuchverlagen Ernst Klett Verlag und C.C. Buchner Verlag zusammen.
Die erste Version von D-GISS wurde 1996 herausgegeben. D-GISS wurde laut Hersteller von Lehrkräften für Lehrkräfte erstellt und wird kontinuierlich den Bedürfnissen der Praxis angepasst. Im Zuge der Weiterentwicklung ist die Software seit November 2022 auch als Online-Version (D-GISS Online) erhältlich.
Inzwischen umfasst D-GISS eine Datenbank von mehr als 2.300 Chemikalien (Reinstoffen und Stoffgemischen) sowie knapp 2.700 Vorlagen für Gefährdungsbeurteilungen für Schulversuche, die bearbeitet werden können.
Weitere Funktionen der Anwendung:
- Chemikalienverwaltung mit Führen des Gefahrstoffverzeichnisses gem. GefStoffV bzw. RiSU
- Etikettenvorlagen in verschiedenen Größen nach CLP-VO(GHS) mit vollständiger oder vereinfachter Kennzeichnung gem. RiSU 2019 für Bestands- und Abfallgefäße
- Hinweise zu Tätigkeiten mit Gefahrstoffen mit allgemeinen Betriebsanweisungen
- Hinweise und Übersichten zur Aufbewahrung und Entsorgung von Gefahrstoffen
- Checklisten für die Verpflichtungen als Schulleiter oder als Sammlungsleiter
- Betriebsanweisungen für Personengruppen, Gefahrstoffgruppen und bestimmte Tätigkeiten
- Sammlung wichtiger Verwaltungsvorschriften
- Vorlagen für die Ermittlungspflicht bzw. Substitutions-(Ersatzstoff-)Prüfung gem. GefStoffV
- Zusätzliche Hilfen für den Unterricht, z. B. Karteikarten, Overheadfolien, Datenblätter, Periodensystem der Elemente, personenbezogene und stoffgruppenbezogene Betriebsanweisungen

Vorteile von D-GISS Online:
- Nutzung am PC, Tablet oder Smartphone mit allen gängigen Webbrowsern
- Einmalige Übertragung der Daten zu D-GISS Online (automatisches Einspielen der Updates)
- Laufend aktualisierte Stoffdatensätze
- Gemeinsamer Zugriff mit Kollegen auf D-GISS Online (Mehrbenutzer-Verwaltung)
- Festlegen individueller Zugriffsrechte
- Aktuelle Gesetze, Verordnungen, Betriebsanweisungen und Checklisten auf einen Blick
- DSGVO-Konformität, Hosting in TÜV-geprüften Rechenzentren in Deutschland

Vergleich der Webanwendungen D-GSS und DEGINTU:
Die nachfolgende Tabelle enthält einen direkten Vergleich der beiden gängigsten Gefahrstoffinformations- bzw. Gefahrstoffmanagementsysteme D-GISS und DEGINTU mit den Vor- und Nachteilen beider Webanwendungen.
| | D-GISS                                                                                         | DEGINTU |
| Anlegen der Schule und Lehrerzugänge |                                                                                                | |
| Anzahl der Zugänge | Beliebig viele Zugänge möglich pro Schule                                                      | Beliebig viele Zugänge möglich pro Schule                                                                     |
| Rechteverteilung | Unterschiedliche Zugriffsrechte pro Zugang möglich                                             | Unterschiedliche Zugriffsrechte möglich                                                                       |
| Gleichzeitige Bearbeitung | Gleichzeitige Nutzung aller Funktionen möglich                                                 | Gleichzeitige Nutzung aller Funktionen möglich                                                                |
| Gefahrstoffrecherche |                                                                                                | |
| Datengrundlage | GESTIS sowie die Sicherheitsdatenblätter der gängigen Inverkehrbringer wie MERCK oder Hedinger | GESTIS |
| Anzahl | ca. 2300 (unterschiedliche Konzentrationen)                                                    | ca. 1770 |
| Aktualität | Kontinuierliche Aktualisierung, bestätigt durch Stichproben                                    | Kontinuierliche Aktualisierung, bestätigt durch Stichproben                                                   |
| Informationsumfang Einstufung | Vollständige Angaben auch zu Aufbewahrung und Entsorgung                                       | Keine näheren Angaben zu Aufbewahrung und Entsorgung, lediglich Verweis auf entsprechende Kapitel in der RiSU |
| Informationsumfang Einstufung | Informationen zur Ersten Hilfe                                                                 | Keine näheren Angaben zu Aufbewahrung und Entsorgung, lediglich Verweis auf entsprechende Kapitel in der RiSU |
| Gefahrstoffverzeichnis |                                                                                                | |
| Ansicht | Tabellarische Darstellung unterteilt in verschiedene Reiter                                    | Tabellarische Darstellung mit wählbaren Spalten                                                               |
| Bestandslisten | Individuelle Bestandslisten direkt in der Bestandsverwaltung möglich                           | Individuelle Bestandslisten unter einem separaten Navigationspunkt möglich                                    |
| Bestandslisten | Bestellliste möglich                                                                           | Individuelle Bestandslisten unter einem separaten Navigationspunkt möglich                                    |
| Bestandslisten | Entsorgungsliste möglich                                                                       | Individuelle Bestandslisten unter einem separaten Navigationspunkt möglich                                    |
| Export | Unterschiedliche Dateiformate möglich wie XLS und PDF                                          | Keine direkte Erstellung einer PDF-Datei möglich (Zwischenschritte notwendig)                                 |
| Etiketten | Unterschiedliche Etikettengrößen möglich, auch in vereinfachter Kennzeichnung                  | Unterschiedliche Etikettengrößen möglich, auch in vereinfachter Kennzeichnung                                 |
| Etiketten | Unterschiedliche Etikettengrößen möglich, auch in vereinfachter Kennzeichnung                  | Druck auf teilbenutzten Etikettenbögen möglich                                                                |
| Gefährdungsbeurteilung |                                                                                                | |
| Anzahl der Vorlagen | ca. 2700 Versuchsvorlagen (Chemie)                                                             | ca. 770 Versuchsvorlagen (Chemie und Biologie)                                                                |
| Anzahl der Vorlagen | Darunter Versuchsbeschreibungen des Ernst Klett Verlags und des C.C.Buchner Verlags            | ca. 770 Versuchsvorlagen (Chemie und Biologie)                                                                |
| Such- und Filtermöglichkeit | Filtermöglichkeiten beispielsweise nach Verlagen, Lehrwerken und Kategorien                    | Filtermöglichkeiten beispielsweise nach Kategorie, Gefahrstoff, H-Sätze                                       |
| Such- und Filtermöglichkeit | Suchmöglichkeit auch nach Versuchscode                                                         | Suchmöglichkeit                                                                                               |
| Versuchsbeschreibungen | Ausführliche Versuchsbeschreibungen                                                            | Ausführliche Versuchsbeschreibungen mit Angaben zu benötigten Geräten und sonstigen Materialien               |
| Versuchsbeschreibungen | Ausführliche Versuchsbeschreibungen                                                            | Reaktionsgleichungen                                                                                          |
| Eigene Gefährdungsbeurteilungen | Erstellen eigener Gefährdungsbeurteilungen mit Unterstützung des Systems möglich               | Erstellen eigener Gefährdungsbeurteilungen mit Unterstützung des Systems möglich                              |
| Eigene Gefährdungsbeurteilungen | Mit Angaben zur Entsorgung                                                                     | Keine Angaben zur Entsorgung                                                                                  |
| Handbarkeit der Webanwendung |                                                                                                | |
| Responsivität | Nutzbarkeit an verschiedenen Endgeräten möglich                                                | Nutzbarkeit von verschiedenen Endgeräten möglich                                                              |
| Responsivität | Nutzung am Smartphone problemlos                                                               | Nutzung am Smartphone teilweise schwierig                                                                     |
| Design | Modernes Design                                                                                | Schlichte Übersicht                                                                                           |
| Design | Ausblendbares Navigationsmenü                                                                  | Schlichte Übersicht                                                                                           |
| Benutzerführung | Intuitive Menüführung                                                                          | Intuitive Menüführung                                                                                         |
| Benutzerführung | Einfaches Hin- und Herspringen zwischen den Funktionen                                         | Intuitive Menüführung                                                                                         |
| Erklärende Informationen zu Einstufung und Gefahrstoffmanagement | Ausführliche weiterführende Informationen                                                      | Wenige weiterführende Informationen, häufiger Verweis auf RiSU                                                |
| Support | Ausführliches Nutzerhandbuch                                                                   | Kurzanleitung zur Einführung ins Programm                                                                     |
| Support | Video-Tutorials                                                                                | Kurzanleitung zur Einführung ins Programm                                                                     |
| Support | Persönliches Supportteam                                                                       | Kurzanleitung zur Einführung ins Programm                                                                     |
| Testversion | Kostenfreie Testversion mit allen Funktionen                                                   | Kostenfreie Testversion mit allen Funktionen                                                                  |
| Preis | Kostenfrei für Referendar*innen und Studierende                                                | Kostenfrei für alle Schulen                                                                                   |
| Preis | 84,90 € im ersten Jahr, 31,40 € in allen Folgejahren                                           | Kostenfrei für alle Schulen                                                                                   |
| |                                                                                                | |
| Fazit |                                                                                                | |
| Beide Webanwendungen punkten mit individueller Benutzerführung und einem ausgeklügelten System zur Gefahrstoffverwaltung an der Schule. Während DEGINTU beim Etikettendruck nachhaltiger abschneidet, liegt D-GISS mit seinen ausführlicheren Informationen rund ums Gefahrstoffmanagement vorne. Auch bei der Anzahl der hinterlegten Gefahrstoffe und Gefährdungsbeurteilungen bietet D-GISS eine wesentlich größere Auswahl. Biologieversuchsbeschreibungen gibt es allerdings nur bei DEGINTU. |                                                                                                | |